# Jovten, Oceac
Jovten (în ucraineană Жовтень) este un sat în comuna Kameanka din raionul Oceac, regiunea Mîkolaiiv, Ucraina.

## Demografie
Componența lingvistică a localității Jovten
     Ucraineană (94,05%)
     Română (3,24%)
     Rusă (2,7%)
Conform recensământului din 2001, majoritatea populației localității Jovten era vorbitoare de ucraineană (94,05%), existând în minoritate și vorbitori de română (3,24%) și rusă (2,7%).